# 华北科技学院
华北科技学院，是位于中国河北省廊坊市三河市燕郊高新技术产业开发区的一所应急管理部直属公办本科普通高等高校。中国煤矿安全技术培训中心、中国煤炭职业安全卫生信息中心与学院合署办公。

## 历史
前身是1950年创建的中央燃料工业部干部学校，1955年划归煤炭工业部，更名为煤炭工业部干部学校，1982年升格为北京煤炭管理干部学院。1984年，原煤炭工业部投资兴建北京煤炭管理干部学院分院，与北京煤炭管理干部学院独立办学。
1985年成立的中国煤矿安全技术培训中心和华北科技学院实行“一套机构、两块牌子”的管理体制，是国家安全生产监督管理总局直属事业单位、国家机关部委直属干部教育培训机构、国家安全生产教育培训基地。常年开展安全监管监察、地方政府党政领导干部、央企负责人有关矿山救护、应急管理、职业健康安全生产技术及管理等类型的培训，年培训规模6000人次左右。
1993年改制为华北矿业高等专科学校，面向全国招生。1997年被原国家教委评为全国27所示范性高等工程专科重点建设学校之一。
2002年升格为普通本科院校，更名为华北科技学院；2011年获得工程硕士（安全工程领域）专业学位研究生培养资格。
2021年，中华人民共和国应急管理部决定，为了加强应急管理体系和能力建设，将应急部直属高校华北科技学院和中国地震局直属高校防灾科技学院合并，组建应急管理大学（筹），并已由应急管理部向教育部提交应急管理大学申请设立材料。以应急总医院（国家应急医学中心）为依托，组建发展应急管理大学（筹）应急医学院。

## 院系设置
- 应急技术与管理学院
- 安全工程学院
- 化学与环境工程学院
- 机电工程学院
- 电子信息工程学院
- 建筑工程学院
- 计算机学院
- 经济管理学院
- 文法学院
- 马克思主义学院
- 理学院
- 外国语学院
- 艺术系
- 体育部

## 校园
学校占地面积800亩，建筑面积43万平方米。教学科研仪器设备总值1.90亿元。计算机网络、多媒体等现代教育技术应用广泛，是中国教育科研网城市节点单位。图书馆现馆藏纸质图书114.97万册，电子图书148.89万种，中外文报刊1338种，各类中外文数据库23个，建立了较完备的文献保障体系。
学校现有教职工1090人，其中教师883人，教授、副教授约占教师总数的49.6%，具有博士、硕士学位的教师约占教师总数的81%。中国工程院院士2人（外聘），国家级各类高级专门人才16人。
学校设43个本科专业，涉及工、理、文、法、经济、管理、教育、艺术等八大学科门类。安全技术及工程、采矿工程为省级重点学科；安全工程、采矿工程、自动化3个本科专业被教育部列为特色专业建设点。建有电工电子实验中心、机电工程实验中心、计算机实验中心、煤炭地下气化实验中心等省级实验教学示范中心4个。
全日制在校学生16000余人，毕业生初次就业率始终保持在90%左右，本科毕业生考研录取率稳定在15%左右，特别是安全工程专业，考研录取率接近30% 。
学校现有矿井瓦斯防治、矿井水害防治等研究所11个。省部级科技平台11个，其中国家安全监管总局科技平台8个（安全生产重点实验室5个，科技研发平台、协同创新中心、甲级安全生产检测检验机构各1个），河北省科技平台3个（重点实验室、工程技术研究中心、院士工作站各1个）。5年来，签订各类科研合同450余项，到账经费1.63亿元，其中承担国家、省部级纵向项目60余项4300余万元，获省部级及以上科技奖54项，为我校安全办学特色提供了有力的支撑。
学校与国际劳工组织、欧盟委员会等保持着长期稳定的工作联系，与美国、英国、意大利、拉脱维亚等国高校通过多种形式联合培养专业人才。中国-拉脱维亚“一带一路”学术交流中心设在该校。每年长期在校任教的外籍专家和教师20人次。